# Legis virtus heck est: imperare, vetare, permittere, punire
 Legis virtus heck est: imperare, vetare, permittere,punire лат.  (изговор: легис виртус хек ест: импераре, ветаре, пермитере, пунире). „Врлина закона  јесте: заповедати, забрањивати, допуштати, кажњавати.”

## Поријекло изреке
Није познато ко је изрекао ову мисао.

## Тумачење
Вриједност  – врлина закона јесте у томе да заповједа -  одређује дозвољена правила понашања, забрањује  што ни је дозвољено, допушта само прописано и дато диспозицијом правне норме, и на крају одређује казну – санкцију.  Закон је увијек и превентиван, и репресивн. То му је смисао, односно врлина. Уводи недвосмислен ред  у животу културног човјека.